# Godinj (ruralna cjelina)
Ruralna cjelina Godinj, ruralna cjelina unutar područja sela Rašćana, Grad Vrgorac.

## Povijest
Oblikovala se je od 18. do 20. stoljeća. Ruralna cjelina Godinj oko koje se prostiru plodna polja sastoji se od tri zaseoka koji se zovu Veliki Godinj-Pavlinovići, Babulji-Bašići, Mali Godinj-Kovačevići. U zaseoku Pavlinovićima sačuvana je izvorna organizacija prostora i upotreba tradicijskih materijala. Prevladavaju stambene katnice s balaturama, popločanim dvorištima i gustirnama. Zaseok Babulji-Bašići povezan je makadamskim putem s Pavlinovićima, čine ga nekoliko stambeno-gospodarskih sklopova, prizemnica. Izvan zaseoka nalaze se čatrnje koje su bile zajedničke. Kovačevići se nalaze dva kilometra južno od Babulja-Bašića, te se sastoje od dvije skupine obiteljskih stambeno-gospodarskih sklopova (stambene katnice s balaturama).

## Zaštita
Pod oznakom Z-3687 zavedena je kao nepokretno kulturno dobro - kulturno-povijesna cjelina, pravna statusa zaštićena kulturnog dobra, klasificirano kao "kulturno-povijesna cjelina".